# Popondetta kurandensis
Popondetta kurandensis är en tvåvingeart som först beskrevs av Richards 1973.  Popondetta kurandensis ingår i släktet Popondetta och familjen hoppflugor. Inga underarter finns listade i Catalogue of Life.